# Quarterback 40
Quarterback 40 ist eine Punkband aus Düsseldorf.

## Bandgeschichte
Quarterback 40 wurde 2013 gegründet. Die Band bilden Nikolai „Niko“ Haug, in der Hip-Hop-Szene besser bekannt als „Sorgenkind“, sowie Dominic „Dom“ Sbarcea und Elias von der Hip-Hop-Band Der Plot, die sich beim Videobattleturnier (VBT) kennenlernten. Musikalisch und vom Image her lehnen sie sich an den US-amerikanischen College-Punk-Rock an, verwenden jedoch deutschsprachige Texte. Der Name der Band reflektiert auf den Quarterback im American Football. Die Band veröffentlichte zunächst einzelne Videos und dann eine Gratis-Download-EP unter dem Titel Best of. Die Ruhr Nachrichten stellten ihr Musikvideo Der gute WM Song zur Abstimmung für den Hit der Fußball-Weltmeisterschaft 2014. Am 30. Januar 2015 erschien ihr Debütalbum Quarterback 40! über das Label Sweeep Records (im Vertrieb von Delta Music).

## Musikstil
Quarterback 40 adaptiert den US-amerikanischen Poppunk, auch als Collegerock bekannt, mit vergleichbaren Texten, die sich um das Collegeleben, American Football und vor allem um Liebe drehen. Dabei bedienen sie sich der Selbstironie und kokettieren mit dem Loser-Image aus der Filmreihe American Pie.

## Diskografie
- 2014: Best of (EP, Download)
- 2015: Quarterback 40! (Album, Sweeep Records / Delta Music)